# Nomeidae

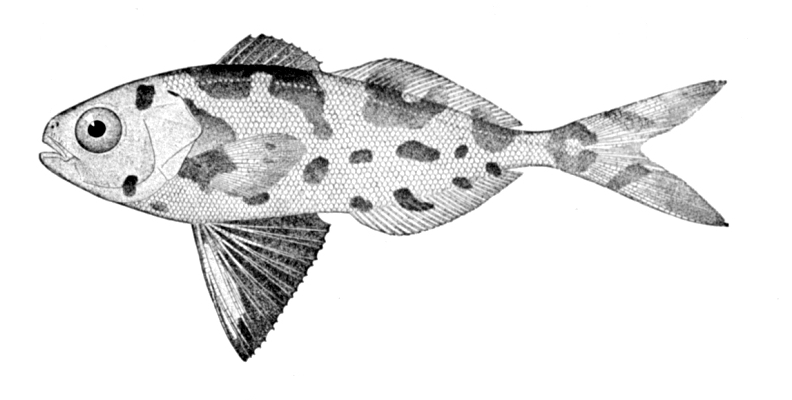
Pastorcillo (Nomeus gronovii).

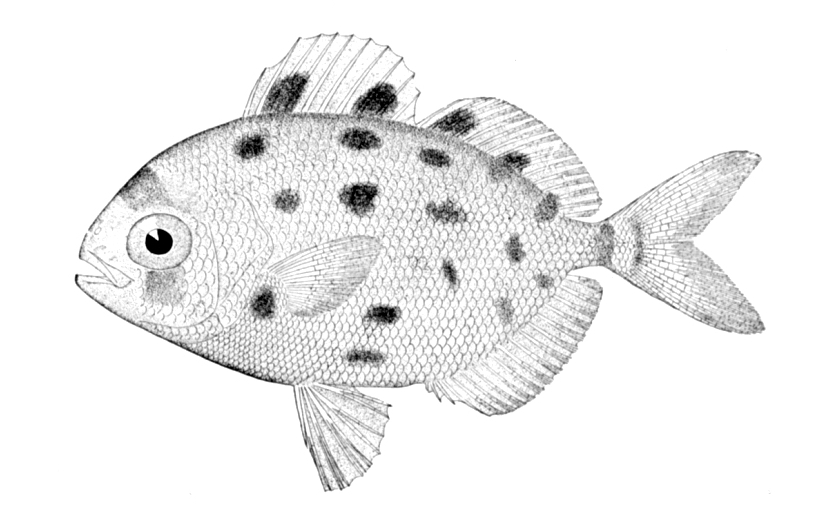
Psenes maculatus

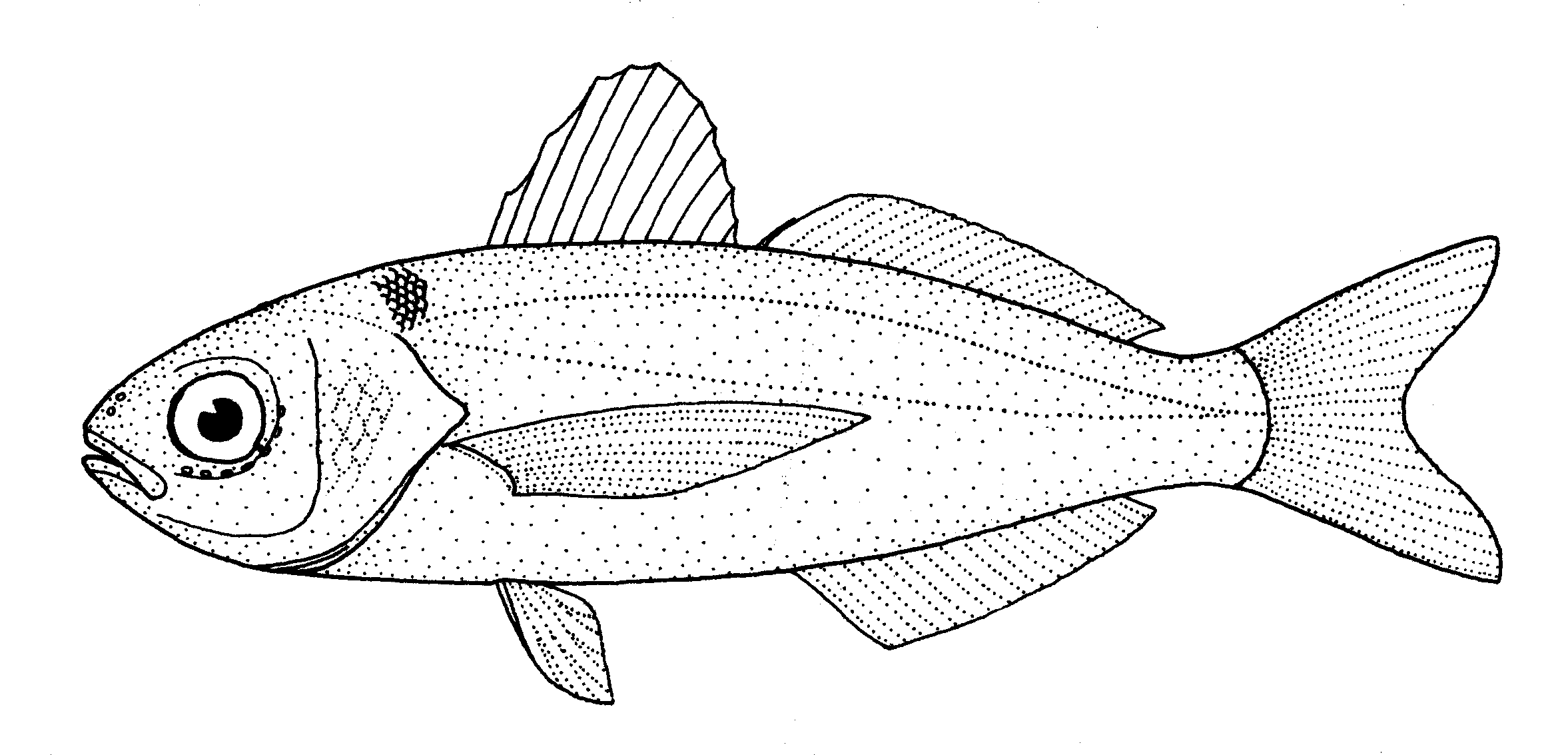
Cubiceps caeruleus

Los derivantes (familia Nomeidae) son una familia de peces marinos incluida en el orden Perciformes, distribuidos por mares tropicales y subtropicales. Su nombre procede del griego nomeys, -eos, que significa pastor.
El cuerpo puede alcanzar hasta 1 metro de longitud máxima. Tienen dos aletas dorsales, la primera con 9 a 12 espinas delgadas, la segunda con 0 a 3 espinas y 15 a 32 radios blandos; mientras que la aleta anal presenta 1 a 3 espinas.

## Géneros y especies
Existen 18 especies agrupadas en 4 géneros:
- Género Cubiceps (Lowe, 1843)
  - Cubiceps baxteri (McCulloch, 1923)
  - Cubiceps caeruleus (Regan, 1914) - Derivante o Pez medusa.
  - Cubiceps capensis (Smith, 1845)
  - Cubiceps gracilis (Lowe, 1843) - Savorín
  - Cubiceps kotlyari (Agafonova, 1988)
  - Cubiceps macrolepis (Agafonova, 1988)
  - Cubiceps nanus (Agafonova, 1988)
  - Cubiceps paradoxus (Butler, 1979) - Derivante colón (en México), Pez medusa (en España) o Piña camote (en Ecuador).
  - Cubiceps pauciradiatus (Günther, 1872) - Derivante ojón.
  - Cubiceps squamiceps (Lloyd, 1909) - Savorín indio.
  - Cubiceps whiteleggii (Waite, 1894) - Savorín indio.

- Género Nomeus (Cuvier, 1816)
  - Nomeus gronovii (Gmelin, 1789) - Derivante fragata protuguesa (en México), Pastorcillo (en Cuba y España) o Pez azul (en Perú).

- Género Parapsenes (Smith, 1949)
  - Parapsenes rotundus (Smith, 1949)

- Género Psenes (Valenciennes en Cuvier y Valenciennes, 1833)
  - Psenes arafurensis (Günther, 1889)
  - Psenes cyanophrys (Valenciennes, 1833) - Derivante rayado (en México) o Pastorcillo amarillento (en Cuba y España).
  - Psenes maculatus (Lütken, 1880)
  - Psenes pellucidus (Lütken, 1880) - Derivante aleta azul.
  - Psenes sio (Haedrich, 1970) - Derivante dos espinas.